# سیارک ۴۰۳۳
سیارک ۴۰۳۳ (به انگلیسی: 4033 Yatsugatake، نامگذاری:1986FA) چهار هزار و سی و سومین سیارک کشف شده‌است که در ۱۶ مارس ۱۹۸۶ کشف شد.
قدر مطلق سیارک برابر ۱۳٫۷۰ است.